# Rusty Nail (X Japan)
Rusty Nail è un singolo della band giapponese X Japan. Il singolo è uscito nel 1994 ed è stata inserita nell'album Dahlia due anni più tardi. 
Per la promozione del brano è stato creato un videoclip in stile manga, disegnato dalle famose mangaka CLAMP. Il brano è un classico della band ed è la canzone di apertura di quasi tutti i concerti tenuti fino allo scioglimento. Nel 2008, durante i concerti di celebrazione della riunione del gruppo tenuti il 28, 29 e 30 marzo a Tokyo, ha avuto ancora la posizione di opener per tutte e tre le date. Nello stesso anno il brano è stato utilizzato per lo spot pubblicitario giapponese della Suzuki Swift.

## Tracce
1. Rusty Nail - 5:29 (Yoshiki - Yoshiki)
2. Rusty Nail (Original Karaoke) - 5.26 (Yoshiki - Yoshiki)

## Formazione
- Toshi - voce
- Heath - basso
- Pata - chitarra
- Hide - chitarra
- Yoshiki - batteria & pianoforte